# 6402 Гольштейн
6402 Гольштейн (6402 Holstein) — астероїд головного поясу, відкритий 9 квітня 1991 року.
Тіссеранів параметр щодо Юпітера — 3,333.